# Nicole Cabell
Nicole Cabell (Los Ángeles, 17 de octubre de 1977) es una soprano estadounidense.

## Biografía
Cabell nació en un suburbio de Panorama, en la ciudad de Los Ángeles (California), con ancestros africanos, coreanos y caucásicos. Estudió canto en la Opera lírica de Chicago bajo la dirección de la gran mezzo Marilyn Horne y Gianni Rolandi.
Se dio a conocer en 2005 cuando ganó la competición BBC Cardiff Singer of the World y debutó en Londres un año después en The Proms en el ciclo de canciones de Benjamin Britten Las Iluminaciones de Arthur Rimbaud con la Orquesta Sinfónica de la BBC; después, haría su debut en la Royal Opera House con La judía de Halévy. Ese año 2006, debutaría en la Ópera Alemana de Berlín al sustituir a la soprano Angela Gheorghiu en Romeo y Julieta de Charles Gounod. Durante el binomio 2008/2008, actúa en los cosos operísticos más importantes de los Estados Unidos: Ópera Nacional de Washington, Ópera de Santa Fe o la Ópera del Metropolitan de Nueva York.
En 2010 fue Musetta en La Bohème en la reapertura del Teatro Colón de Buenos Aires.
Su repertorio abarca desde la ópera barroca como Arsamenes de Jerjes de Georg Friedrich Haendel, Pamina de La flauta mágica o la condesa de Almaviva de Las bodas de Fígaro, ambas de Wolfgang Amadeus Mozart; a roles contemporáneos como Clara en Porgy and Bess de George Gershwin, La voz humana de Francis Poulenc o Miss Jessell de Otra vuelta de tuerca de Britten. Cabell también tiene roles en opera belcantista como verista (Gaetano Donizetti y Giacomo Puccini entre otros...).
Cabell también ha trabajado en obras líricas no escénicas como la Segunda y Cuarta sinfonías de Gustav Mahler, la Novena Sinfonía de Ludwig van Beethoven, Carmina Burana de Carl Orff u obras de autores contemporáneos como Andre Previn o Henryk Gorecki.

### Cine
En 2008, filmó la versión cinematográfica de La Boheme, dirigida por Robert Dornhelm en el papel de Musetta junto a Anna Netrebko y Rolando Villazón.